# Kesha
Kesha Rose Sebert (Los Angeles, Kalifornija, 1. ožujka 1987.) poznatija pod stiliziranim imenom Ke$ha, američka je pjevačica. Poznata je postala gostovanjem na singlu "Right Round" repera Flo Ride. Njen debitantski singl "TiK ToK" dospio je na broj 1 u četiri države. Singl je ujedno i najprodavaniji singl ženskog izvođača u jednom tjednu, s prodajom preko 600.000 primjeraka. U siječnju 2010. godine objavljen je njen debitantski album Animal.

## Životopis

### Rani život i početak karijere (1987. – 2008.)
Ke$ha je rođena u San Fernando Valleyu, pokraj Los Angelesa. Njena majka, Pebe Sebert, je kantautorica. Vodila je brigu o Ke$hi i njenom starijem bratu Laganu kad su bili djeca. Godine 1991. Ke$ha i njena obitelj sele se u Nashville, Tennessee, gdje Ke$ha provodi veći dio mladenaštva. Pebe je često vodila Ke$hu i njenu braću Lagana i Louisa u studije za snimanje pjesama te je Ke$hi davala poticaj za pjevanje i učila ju je pisati pjesme. Godine 2005. Ke$hina obitelj glumila je u epizodi serije Jednosatvan život. Za tu je seriju Ke$ha već prije snimala glazbu. S 18 godina izbačena je iz škole nakon što su ju Dr. Luke i Max Martin nagovorili da počne graditi glazbenu karijeru. Nakon što je Dr. Luke čuo njene demosnimke, bio je oduševljen te je ubrzo s njom išao u New York i Los Angeles snimati pjesme. Zbog malo prihoda na početku karijere, doživjela je nekoliko neuspješnih pokušaja dolaska na glazbenu scenu, ali ubrzo dolazi u profesionalne studije za snimanje pjesama te se viđala sa skautima na talente. U početku je živjela sa svojim ocem, da bi se nakon nekog vremena uselila dečku s kojim se viđala. Kasnije je živjela u Laurel Canyon kući gdje su Eaglesi snimali  Hotel Californiju. Kes$ha je željela da joj Prince producira pjesme, zbog čega se jednom ušuljala u njegovu kuću na Beverly Hillsu. Nakon što su je razotkrili, izbacili su je, ali je uspjela ostaviti demosnimku. Prince joj se nikada nije javio. Dobila je i priliku pjevati pozadinske vokale za Paris Hilton, što je dovelo do incidenta kada je Ke$ha povraćala u Hiltoninom ormaru i o tome napisala pjesmu.
Između 2006. i 2009. godine radila je na razvitku karijere. Pjesma "Former Overexposed Blonde" je upotrebljena tv drami Degrassi: The Next Generation, dok su pjesme "Backstabber" i "Chain Reaction" korištene u The Hillsu. Njene pjesme su korištene i u Teen Cribsu te u filmu My Super Sweet 16. Ipak, odbila je unosnu ponudu da se jedna njena pjesma koristi u reklami za brzu hranu jer je smatrala to neprimjerenim.U međuvremenu, napisala je singl "This Love" za sastav The Veronicas,  odpjevala pozadinske vokale za pjesmu "Lace and Leather" za Britney Spears i pojavila se u videu za pjesmu "I Kissed a Girl" od Katy Perry. Razlog tome je prijateljstvo s Perry. njih dvije su se upoznale u Los Angelesu, u studiju za snimanje pjesama.

### Glazbeni uspjeh,AnimaliWarrior(2009. – 2015)
Ke$ha se javnosti predstavila početkom 2009., kada se pojavila u singlu "Right Round" repera Flo Ride. Suradnja je nastala kada je Ke$ha u studiju upoznala Flo Ridu, koji je zaključio da mu za pjesmu treba ženska vokalistica, a Dr. Luke mu je predložio baš Ke$hu. Flo Ridi se Ke$ha dojmila što je rezultiralo snimanjem dvije dodatne pjesme. Ke$ha nije bila kreditirana u pjesmi, nije zaradila ništa novca od prodaje pjesme te je odbila biti u spotu, jer je željela samostalno izgraditi karijeru. Ubrzo nakon tog potpisala je ugovor za diskografsku kuću RCA Records, iako je Dr. Luke tražio veće diskografske kuće. Dana 27. ožujka 2009. nastupila je zajedno sa sastavom 3OH!3 na koncertu u Avalon Hollywoodu. Izveli su duet "My First Kiss". Njen debitantski singl "TiK ToK" objavljen je digitalno tijekom kolovoza 2009. godine., a na radio postajama airplay je počeo dobivati tek tijekom listopada. Tada je napisala naslovnu pjesmu za EP The Time of Our Lives od Miley Cyrus, te je s Pitbullom i Taio Cruzom snimila pjesme za njihove albume. Bila je i na naslovnici časopisa Women's Wear Daily. Singl "TiK ToK" je ubrzo dospio na broj jedan u Novom Zelandu, Australiji, Kanadi te SAD-u, gdje je singl posatao najuspješniji singl nekog ženskog izvođača s obzirom na prodaju u jednom tjednu. S prodajom od 600.000 primjeraka, singl je drugi najprodavaniji singl u jednom tjednu ikad. Jedini uspješniji singl je "Right Round" na kojem je ona gostujući izvođač. Iste je godine bila na turneji s Calvinom Harrisom u Ujedinjenom Kraljevstvu te Mickeyem Avalonom u SAD-u. Nastupila je i na Madison Square Gardenu 11. prosinca 2009. za Z100 Jingle Ball. Najavila je da će sudjelovati i na Lilith Fairu. Njen debitantski album Animal izašao je 5. siječnja 2010. Za drugi singl s albuma izabrana je pjesma "Blah Blah Blah".

### 2016.-danas: Rainbow
Nakon četiri godine Kesha je pri kraju sa snimanjem svog trećeg studijskog albuma. Do sada je snimila 28 pjesama. To će biti prvi album nakon tužbe koju je podnijela protiv Dr. Lukea za fizičko, emotivno i seksualno zlostavljanje. 

## Glazbeni utjecaji
Ke$ha je za Pop Excess izjavila da su joj glazbeni uzori Beck i Queen, a za RWD Magazine je izjavila da voli i staro školski punk. Njen joj je brat predstavio sastave poput Fugazija i Dinosaur Jra., čija se glazba Ke$hi veoma sviđa. Za Digital Spy je izvjavila da želi da prvi album ima više ozbiljan akustičan pop zvuk i da želi snimiti nešto što ljudima donosi veselje. Rekla je i da planira objaviti album country glazbe jer obožava taj žanr. Humoristične tekstove njenih pjesama inspirirao je Ryan Dombal iz The Village Voicea, s usporedbama s Katy Perry i Lily Allen. The Guardian ju je nazvao izrodom Hannahe Montane.

## Diskografija
Studijski albumi
- Animal (2010.)
- Warrior (2012.)
- Rainbow (2017.)
- High Road (2020.)

## Vanjske poveznice
- Služebena stranica (engl.)
- Ke$ha na YouTube-u (engl.)